# Adam Miłaszewski

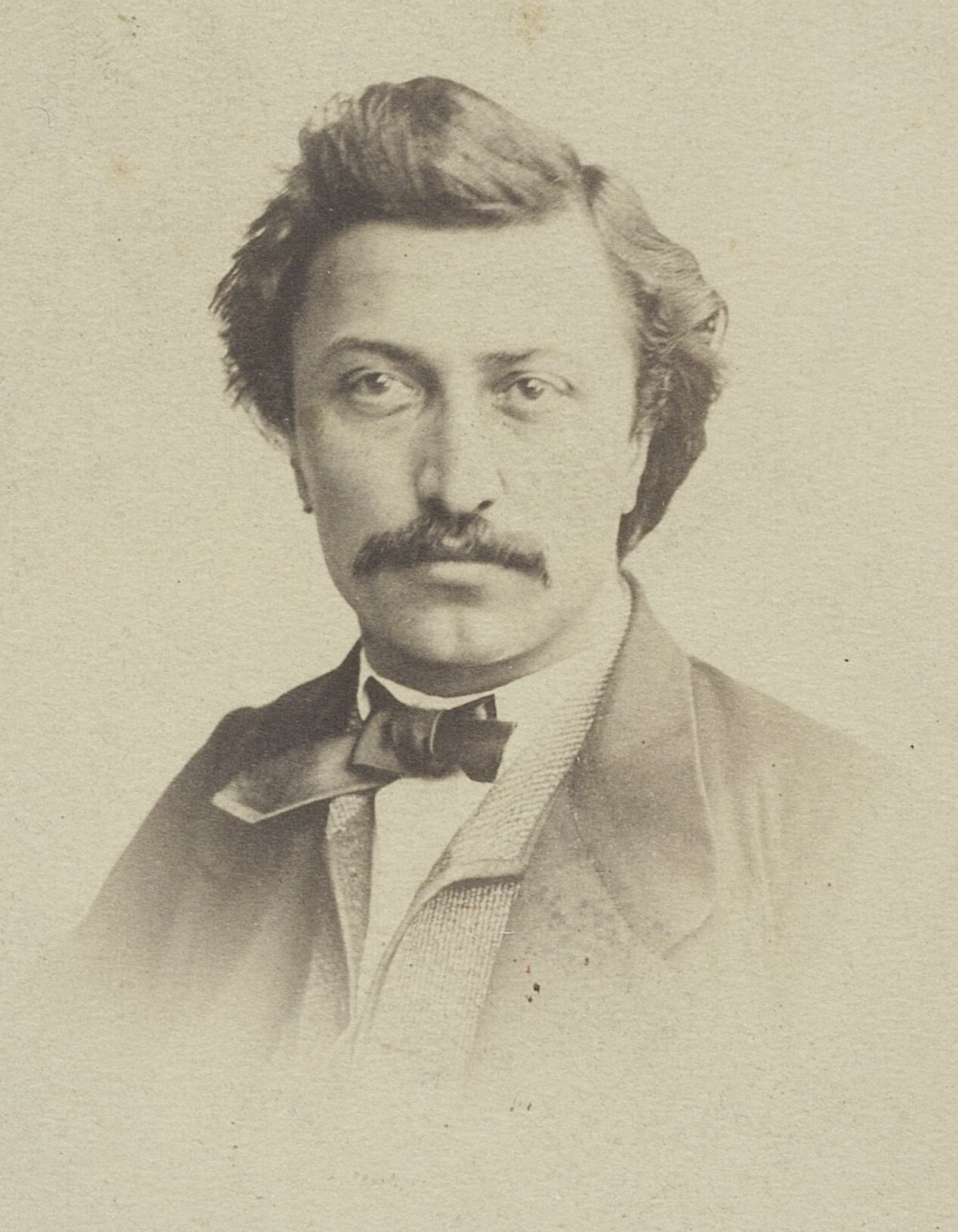
Adam Miłaszewski

Adam Aleksander Leszczyc Bróg Miłaszewski (* 11. Dezember 1827 in Bursztyn; † 25. September 1893 in Krakau) war ein polnischer Theaterleiter, Regisseur und Schauspieler.
Miłaszewski arbeitete zunächst im Handel und ging 1848 als Sekretär des Fürsten Jabłonowski nach Lemberg. 1850 debütierte er als Schauspieler am Theater der Stadt und nahm in den Folgejahren an Gastspielen in Lemberg, den Städten Galiziens und in Wien teil. 1856 heiratete er die Schauspielerin Joanna Kotowska. Von 1856 bis 1860 leitete er das Theater in Schytomyr. Danach gastierte er in Mogilev, Witebsk und Minsk und 1862–63 in mehreren Städten Ostgaliziens. Mitglieder seiner Truppe waren zu dieser Zeit u. a. Wincenty Rapacki und Helena Modrzejewska.
1863 wurde er Direktor des Theaters in Krakau, 1864 übernahm er zudem die Leitung des Lemberger Theaters. Von der doppelten Aufgabe überfordert gab er 1865 die Stelle in Krakau auf. In Lemberg brachte er verstärkt neue Dramen und Tragödien auf die Bühne und nahm, um die finanzielle Situation des Hauses zu verbessern, auch ein leichteres Repertoire (Operette) auf. Miłaszewski war ein energischer Administrator, galt jedoch als nicht ausreichend gebildet und künstlerisch kultiviert, so dass es zu zunehmenden Spannungen innerhalb des Hauses kam. 1872 war er daher genötigt, die Leitung abzugeben.
Er versuchte dann erfolglos, in Warschau und in Sankt Petersburg Fuß zu fassen und arbeitete dann mehrere Jahre in Krakau. 1881 übernahm er erneut die Leitung des Theaters in Lemberg. Obwohl er ein gutes Repertoire und Schauspieler wie Romana Popiel, Wincenty Rapacki, Jan Walery Królikowski, Bolesław Ładnowski, Józef Rychter und Sarah Bernhardt auf die Bühne brachte, gelang es ihm nicht, die Gunst des Publikums und der Presse zu gewinnen und musste nach zwei Spielzeiten erneut zurücktreten. 1886 bemühte er sich erneut – und dieses Mal erfolglos – um die Leitung des Lemberger Theaters. Danach beendete er seine Bühnenlaufbahn. Er ging nach Krakau, wo er einige Zeit Mitglied des Stadtrates war.

## Quelle
- Polnische Theaterenzyklopädie – Adam Miłaszewski

| Personendaten    | Personendaten                                        |
| ---------------- | ---------------------------------------------------- |
| NAME             | Miłaszewski, Adam                                    |
| ALTERNATIVNAMEN  | Miłaszewski, Adam Aleksander Leszczyc Bróg           |
| KURZBESCHREIBUNG | polnischer Theaterleiter, Regisseur und Schauspieler |
| GEBURTSDATUM     | 11. Dezember 1827                                    |
| GEBURTSORT       | Burschtyn                                            |
| STERBEDATUM      | 25. September 1893                                   |
| STERBEORT        | Krakau                                               |